# تيري ديكستر
تيري ديكستر (بالإنجليزية: Terry Dexter)‏ هي مغنية مؤلفة وعازفة كمان وعازفة بيانو وممثلة أمريكية، ولدت في 1978 في ديترويت في الولايات المتحدة.

## وصلات خارجية
- الموقع الرسمي
- تيري ديكستر على موقع IMDb (الإنجليزية)
- تيري ديكستر على موقع ميوزك برينز (الإنجليزية)
- تيري ديكستر على موقع أول موفي (الإنجليزية)
- تيري ديكستر على موقع أول ميوزيك (الإنجليزية)
- تيري ديكستر على موقع ديسكوغز (الإنجليزية)
- تيري ديكستر على موقع قاعدة بيانات الفيلم (الإنجليزية)
- تيري ديكستر على موقع كينوبويسك (الروسية)